# Devario

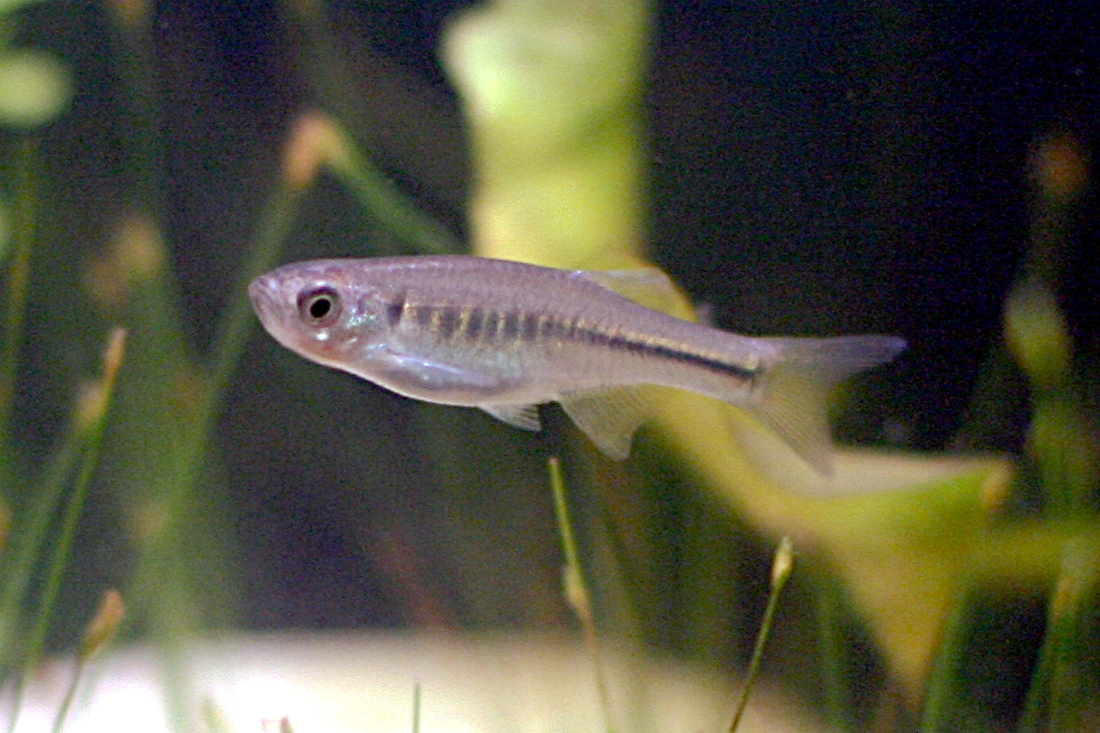
Devario maetaengensis

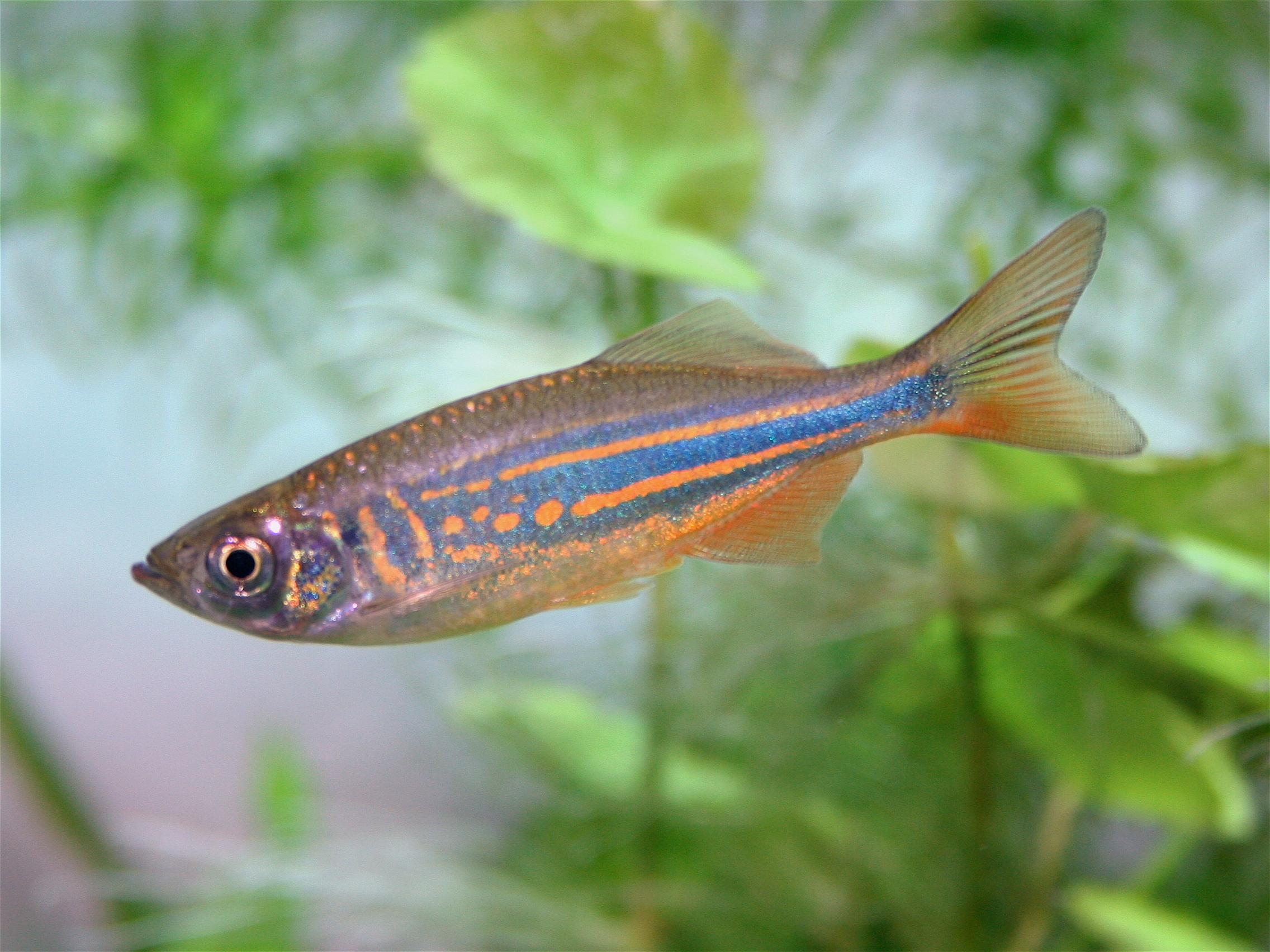
Devario aequipinnatus

Devario és un gènere de peixos de la família dels ciprínids i de l'ordre dels cipriniformes.

## Distribució geogràfica
És originari dels rius del Sud-est asiàtic, tot i que les seues espècies són populars arreu del món com a peixos d'aquari.

## Alimentació
En els seus ecosistemes mengen petits insectes aquàtics, crustacis i cucs, mentre que els alevins es nodreixen de plàncton.

## Taxonomia
- Devario acrostomus  (Fang & Kottelat, 1999)
- Devario acuticephala  (Hora, 1921)
- Devario aequipinnatus  (McClelland, 1839)
- Devario affinis  (Blyth, 1860)
- Devario annandalei  (Chaudhuri, 1908)
- Devario apogon  (Chu, 1981)
- Devario apopyris  (Fang & Kottelat, 1999)
- Devario assamensis  (Barman, 1984)
- Devario browni  (Regan, 1907)
- Devario chrysotaeniatus  (Chu, 1981)
- Devario devario  (Hamilton, 1822)
- Devario fangfangae  (Kottelat, 2000)[4]
- Devario fraseri  (Hora, 1935)
- Devario gibber  (Kottelat, 2000)[4]
- Devario horai  (Barman, 1983)
- Devario interruptus  (Day, 1870)
- Devario kakhienensis  (Anderson, 1879)
- Devario laoensis  (Pellegrin & Fang, 1940)
- Devario leptos  (Fang & Kottelat, 1999)
- Devario maetaengensis  (Fang, 1997)
- Devario malabaricus  (Jerdon, 1849)
- Devario manipurensis  (Barman, 1987)
- Devario naganensis  (Chaudhuri, 1912)
- Devario neilgherriensis  (Day, 1867)
- Devario pathirana  (Kottelat et Pethiyagoda, 1990)
- Devario peninsulae  (Smith, 1945)
- Devario quangbinhensis  (Nguyen, Le & Nguyen, 1999)
- Devario regina  (Fowler, 1934)
- Devario salmonata  (Kottelat, 2000)[5]
- Devario shanensis  (Hora, 1928)
- Devario sondhii  (Hora & Mukerji, 1934)
- Devario spinosus  (Day, 1870)
- Devario strigillifer  (Myers, 1924)
- Devario suvatti  (Fowler, 1939)
- Devario yuensis  (Arunkumar & Tombi Singh, 1998)[6][7][8][9][10][11]